# Ali Hussein
Ali Hussein Shihab (arabe : علي حسين شهاب) (né le 5 mai 1961 en Irak et mort le 26 octobre 2016) est un footballeur international irakien, qui évoluait au poste de milieu de terrain.

## Biographie

### Carrière en sélection
Avec l'équipe d'Irak, il figure dans le groupe des sélectionnés lors de la coupe du monde de 1986.
Il participe également aux Jeux olympiques de 1984 qui se déroulent à Los Angeles.